# Strontianit
Strontianit ist ein eher selten vorkommendes Mineral der Mineralklasse der „Carbonate und Nitrate“ (ehemals Carbonate, Nitrate und Borate). Es kristallisiert im orthorhombischen Kristallsystem mit der Zusammensetzung Sr[CO3], ist also chemisch gesehen ein Strontiumcarbonat.
Strontianit entwickelt meist prismatische bis nadelige Kristalle und bildet ähnlich dem verwandten Aragonit durch zyklische Drillingsbildung auch pseudohexagonale Prismen aus.
Daneben kommen aber auch büschelige bis kugelige, faserige oder massige bis erdige Aggregate vor. Auf den Oberflächen unverletzter Kristalle zeigt sich ein glasähnlicher Glanz, Bruchflächen schimmern dagegen harz- oder fettähnlich.
In reiner Form ist Strontianit farblos und durchsichtig. Er kann allerdings durch vielfache Lichtbrechung aufgrund multikristalliner Ausbildung weiß erscheinen und durch Fremdbeimengungen eine graue, braune, grünliche, gelbliche oder rötliche Farbe annehmen. Seine Strichfarbe ist allerdings immer weiß.

## Etymologie und Geschichte
Erstmals entdeckt wurde Strontianit in der schottischen Ortschaft Strontian und beschrieben 1790 durch Friedrich Gabriel Sulzer (1749–1830), der das Mineral nach seiner Typlokalität benannte.

## Klassifikation
In der mittlerweile veralteten, aber noch gebräuchlichen 8. Auflage der Mineralsystematik nach Strunz gehörte der Strontianit zur gemeinsamen Mineralklasse der „Carbonate, Nitrate und Borate“ und dort zur Abteilung der „Wasserfreien Carbonate ohne fremde Anionen“, wo er zusammen mit Alstonit, Aragonit, Barytocalcit, Cerussit, Olekminskit, Paralstonit und Witherit die eigenständige „Aragonitgruppe“ bildete.
Die seit 2001 gültige und von der International Mineralogical Association (IMA) verwendete 9. Auflage der Strunz'schen Mineralsystematik ordnet den Strontianit in die Klasse der „Carbonate und Nitrate“ (die Borate bilden hier eine eigene Klasse) und dort in die Abteilung der „Carbonate ohne zusätzliche Anionen; ohne H2O“ ein. Diese Abteilung ist allerdings weiter unterteilt nach der Gruppenzugehörigkeit der beteiligten Kationen, so dass das Mineral entsprechend seiner Zusammensetzung in der Unterabteilung „Erdalkali- (und andere M2+) Carbonate“ zu finden ist, wo es zusammen mit Aragonit, Cerussit und Witherit die „Aragonitgruppe“ mit der System-Nr. 5.AB.15 bildet.
Die Systematik der Minerale nach Dana ordnet den Strontianit wie die alte Strunz'sche Systematik in die Klasse der „Carbonate, Nitrate und Borate“ und dort in die Abteilung der „Wasserfreien Carbonate“ ein. Hier ist er zusammen mit Aragonit, Witherit und Cerussit in der auch in dieser Systematik vorhandenen „Aragonitgruppe (Orthorhombisch: Pmcn)“ mit der System-Nr. 14.01.03 innerhalb der Unterabteilung der „Wasserfreien Carbonate mit einfacher Formel A+CO3“ zu finden.

## Kristallstruktur
Strontianit kristallisiert isotyp mit Aragonit im orthorhombischen Kristallsystem in der Raumgruppe Pmcn (Raumgruppen-Nr. 62, Stellung 5) mit den Gitterparametern a = 5,107 Å, b = 8,414 Å und c = 6,029 Å sowie vier Formeleinheiten pro Elementarzelle.

## Eigenschaften

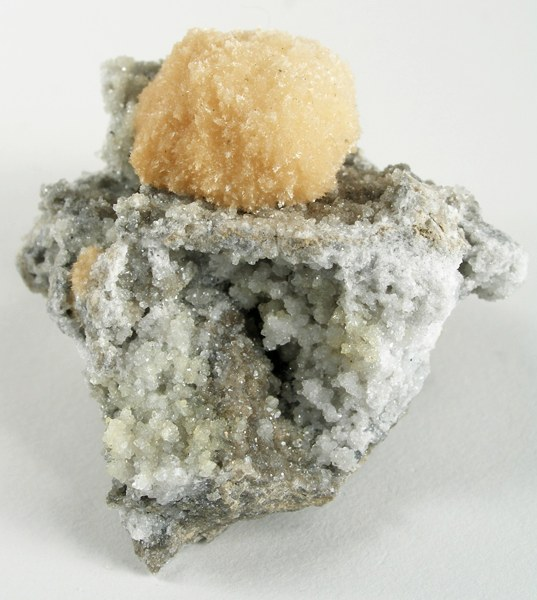
Hellgelber Strontianit auf Calcit und Fluorit aus dem „National Limestone County Steinbruch“, Perry Township, Snyder County, Pennsylvania, USA

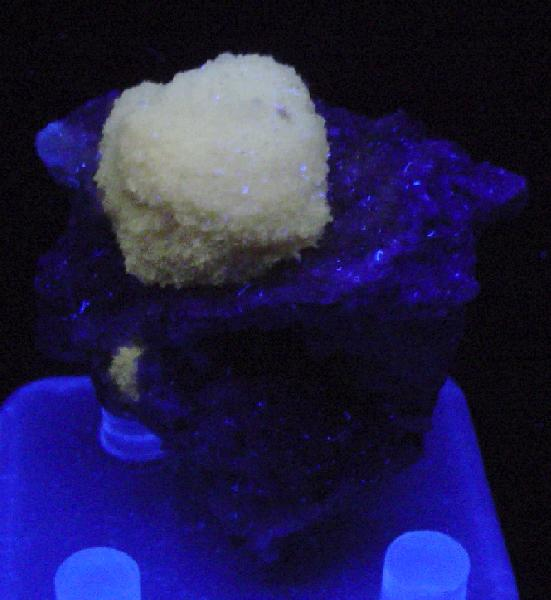
Gleiche Stufe unter UV-Licht

Strontianit ist in Salzsäure (HCl) und Salpetersäure (HNO3) unter brausender Abgabe von Kohlenstoffdioxid (CO2) löslich. Wird die entstandene Lösung verdampft und der Rückstand mit Spiritus übergossen, flammt dieser hellrot auf.
Vor dem Lötrohr bläht sich Strontianit glühend auf, färbt die Flamme intensiv karminrot und nimmt schließlich eine blumenkohlähnliche Form an.
Manche Strontianite weisen Thermolumineszenz auf, produzieren also bei Erwärmung Licht. Andere zeigen unter Einwirkung von UV-Licht, Kathoden- oder Röntgenstrahlung eine schwache, bläuliche Fluoreszenz.

## Modifikationen und Varietäten
Beim Erhitzen auf ca. 920 °C geht Strontianit in die hexagonale Modifikation über, die allerdings nicht in der Natur vorkommt.
Üblicherweise ist in der chemischen Formel des Strontianit immer ein wenig Strontium durch Calcium diadoch ersetzt. Bei der als Strontiumcalcit, Calciostrontianit oder auch Emmonit bekannten Varietät sind bis zu 13 % des Strontiums durch Calcium ersetzt.

## Bildung und Fundorte

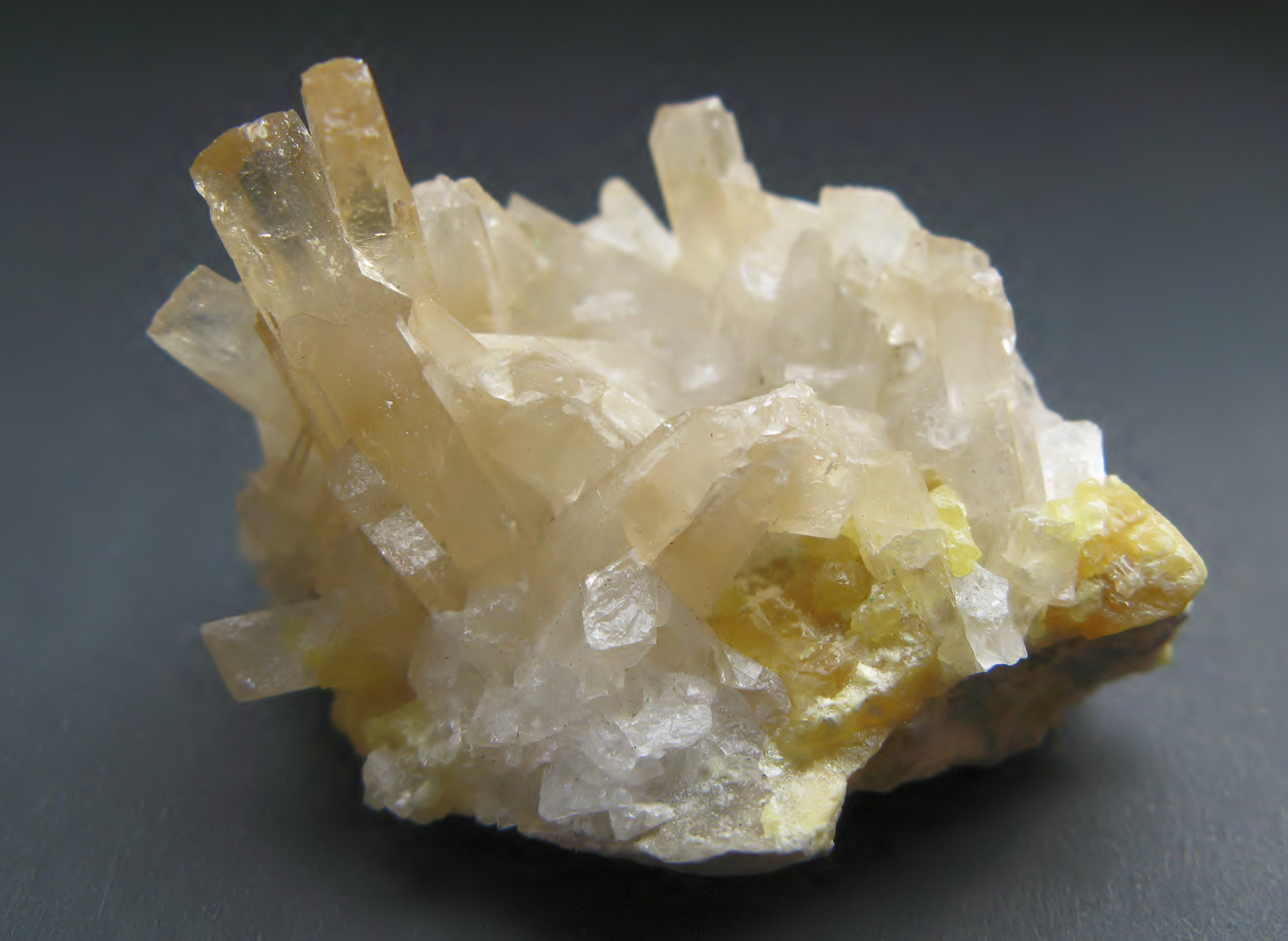
Strontianit mit Schwefel aus dem Tagebau Machów bei Tarnobrzeg, Polen

Strontianit bildet sich durch hydrothermale Vorgänge in Vulkangesteinen oder durch Sedimentation. Begleitminerale sind unter anderem Baryt, Calcit, Coelestin, Magnesit, Schwefel, Harmotom sowie verschiedene andere Vertreter der Zeolithe.

### Fundorte und Gewinnung in Deutschland
In Deutschland wurde Strontianit vor allem im südöstlichen Münsterland abgebaut. Zwischen 1874 und 1900 wurden hier ca. 650 Gruben betrieben, die sich im Gebiet östlich bis Oelde und Beckum/Neubeckum, südlich bis Hamm und Lippetal, westlich bis Nordkirchen und nördlich bis Münster, Telgte und Sendenhorst/Warendorf befanden. Als letzte strontianitfördernde Grube stellte die Grube Wickensack in Ascheberg im Januar 1945 ihren Betrieb ein.
Im Raum Ahlen – insbesondere im Ortsteil Vorhelm – sind etwa 20 Schächte mit bis zu 110 m Tiefe bekannt. Das größte Bergwerk war die „Alwine“ südlich von Vorhelm. Die Stadt Drensteinfurt war mit 180 Gruben der Hauptort des Strontianitabbaus. Viele Straßennamen, die Strontianitvilla und der Strontianitspielpfad erinnern an die kurze Bergbaugeschichte der Stadt. In der Davert bei Ascheberg und nördlich von Bockum-Hövel in der Bauerschaft Hölter wurde das Mineral ebenfalls abgebaut. Als Reste dieser Bergbautätigkeiten sind noch heute Mergelaufschüttungen zu sehen. An die „wilden Jahre“ des Bergbaubooms erinnert der Film Wild Wild Westfalen der Arbeitsstelle Forschungstransfer (AFO) der Universität Münster (2023).

### Weitere Fundorte
Neben seiner Typlokalität Strontian in Schottland findet sich Strontianit unter anderem auch in Huambo, Huíla und Namibe in Angola; South Australia in Australien; Departamento Cochabamba in Bolivien; Minas Gerais und São Paulo in Brasilien; verschiedene Regionen in der Volksrepublik China; Auvergne-Rhône-Alpes, Île-de-France und Provence-Alpes-Côte d’Azur in Frankreich; Attika in Griechenland; Kitaa und Tunu in Grönland; verschiedene Regionen in Großbritannien; Tamil Nadu in Indien; verschiedene Regionen in Italien; Honshū und Shikoku in Japan; British Columbia, Ontario und Québec in Kanada; Balaka, Phalombe und Zomba in Malawi; Gelderland in den Niederlanden; Bad Bleiberg, Kärnten und andere Regionen in Österreich; verschiedene Regionen in Russland; Medelpad und Skåne in Schweden; Kanton Graubünden und Kanton Solothurn in der Schweiz; Banská Bystrica, Košice und Okres Žilina in der Slowakei; Andalusien und Katalonien in Spanien; Gauteng, Limpopo und North West in Südafrika; Mähren in Tschechien; Borsod-Abaúj-Zemplén in Ungarn; sowie verschiedene Regionen in den USA.

## Verwendung
In den 1880er Jahren wurde Strontianit (SrCO3) in der Zuckerindustrie als Katalysator, zur Restentzuckerung von Melasse eingesetzt. Bei der Zuckerproduktion aus Zuckerrüben bliebe sonst noch immer 50 % des süßen Stoffs zurück. Nachdem das sogenannte „Strontianitverfahren“ 1871 entwickelt wurde, setzte der Strontianit-Abbau richtig ein. Trotzdem konnte der Bedarf der Zuckerindustrie kaum gedeckt werden.
Um 1900 wurde die Umsetzung des günstigeren SrSO4 (aus Coelestin) in SrCO3 entdeckt und der Strontianit begann an Bedeutung zu verlieren. Obendrein wurde der Zucker (wahrscheinlich wegen der enormen Mengen aus der Zuckerrohrproduktion) auf dem Weltmarkt so billig, dass sich die bisherige Ausbeute aus der Melasse nicht mehr lohnte.